# Hipogeo de los volumnios

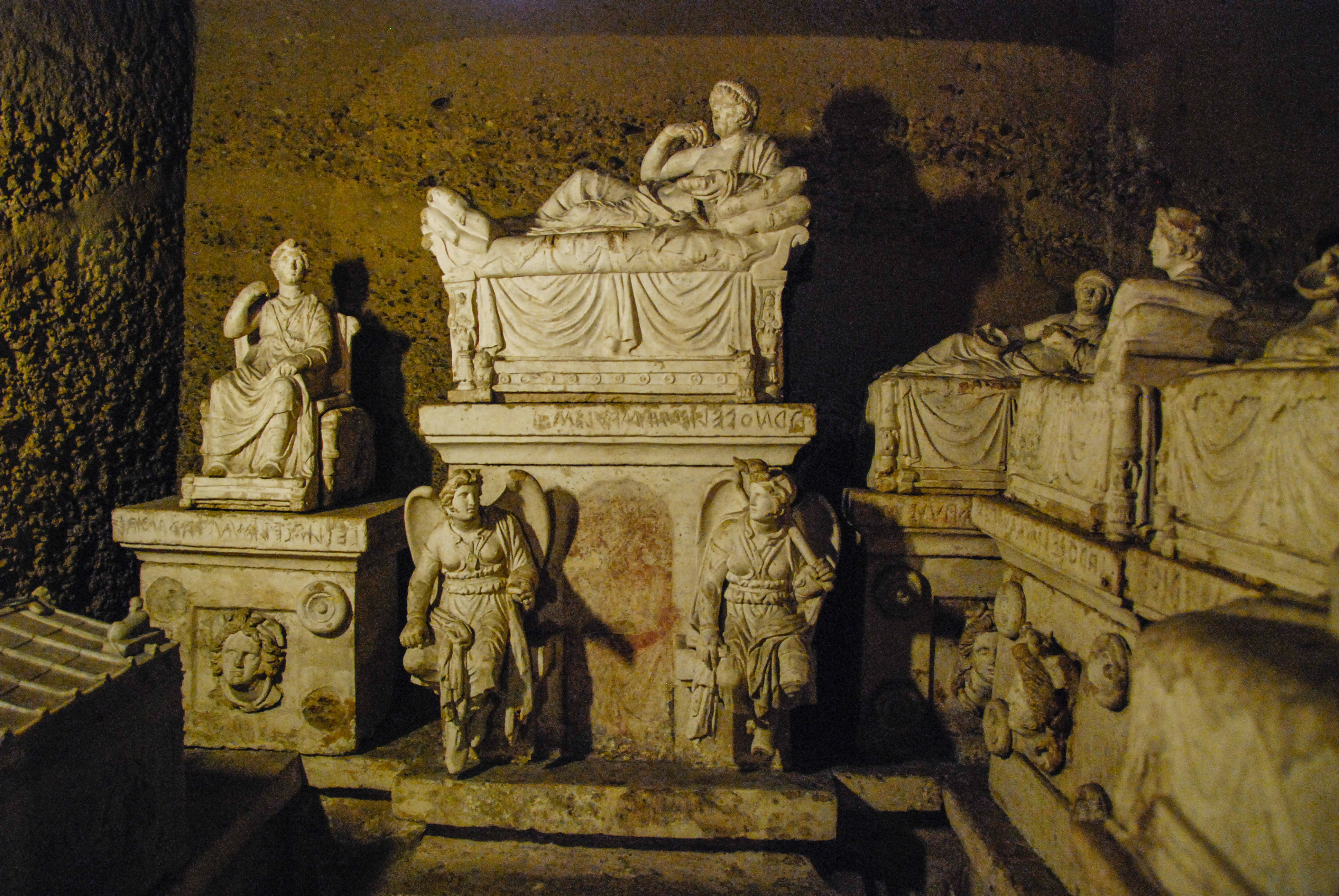
El interior de la cámara principal.

El Hipogeo de los Volumnios (en italiano, Ipogeo dei Volumni) es una tumba hipogea etrusca de la segunda mitad del siglo II a. C., localizada en las afueras de la ciudad de Perugia, precisamente en la fracción geográfica de Ponte San Giovanni.
Era la tumba de la familia de Arunte Volumnio (Arnth Veltimna Aules, en etrusco) situada en la necrópolis del Palazzone (siglos VI-V a. C.), vasta área arqueológica que presenta un gran número de tumbas subterráneas y un museo que recoge urnas y otros vestigios hallados en el lugar.
A la tumba se accede a través de un pasillo con escaleras (dromos) que desciende algunos metros bajo la superficie; al final, se encuentra la puerta de entrada al hipogeo. Después de la puerta se abre un amplio vestíbulo, desde el que se puede acceder a cuatro pequeñas cámaras laterales y a tres cámaras centrales, más grandes: una de estas contenía las urnas principales con los restos de los cabeza de familia. La urna de Arnth es de travertino y por encima hay un triclinio sobre el cual está representado yacente. La techumbre del hipogeo tiene forma de techo inclinado.
La tumba fue utilizada hasta finales del siglo I. Fue descubierta en el año 1840 al realizarse labores de arreglo de la via Assisana, que une Ponte San Giovanni con Perugia a través de la localidad de Piscille. En tal ocasión, se construyó un edificio para proteger la entrada del hipogeo y con funciones de pequeño museo. En los años 1970, después de la construcción de un imponente viaducto del recorrido de la autopista Perugia–Bettolle, el edificio del siglo XIX quedó dominado por la construcción de cemento armado que en parte degrada el aspecto global.